# ZIP燃料
ZIP燃料（ジップねんりょう、Zip fuel）は、高エネルギー燃料(high energy fuel, HEF)とも呼ばれ、水素−ホウ素化合物またはボランの形態で添加剤を含有するジェット燃料の一種である。ジップ燃料は従来の燃料よりもエネルギー密度が高く、ジェット機の航続距離を伸ばすのに役立つ。1950年代に、ジェット機の航続距離の短さが軍事計画者にとって主要な問題であったとき、ジップ燃料は重要な研究テーマであった。
ジップを使用するように設計された航空機には、XB-70 ヴァルキリー、XF-108 レイピア、ボマーク地対空ミサイル、さらには原子力航空機計画などがあった。米国海軍はすべてのジェットエンジンをジップに転換することを検討し、航空母艦に安全に保管するために転換する研究をしていた。
テストの結果、燃料にはいくつかの深刻な問題があることが判明し、1959年にはすべての計画が中止された。

## 概説
一般的な推進薬の組み合わせで最も高いエネルギー密度の燃料は水素である。しかし、水素ガスの密度は非常に低い。液体水素は密度は高いが、貯蔵には極低温を保つ必要があるため複雑で高価である。炭素のような他の元素と組み合わせると、水素を燃えやすい炭化水素燃料に変えることができる。アルミニウムやベリリウムのような他の元素は、炭素よりもさらに高いエネルギー含有量を有するが、容易に燃焼できる安定した燃料を形成するための十分な混合はできない。
すべての低質量元素の中で、ホウ素は高エネルギー、重量及び広い利用可能性の組合せを持ち、潜在的な燃料として興味深い。 ボラン類は約7万 kJ/kg (3万 BTU/ポンド)という高い熱エネルギーを有する。これは、約42、000 kJ/kg (18、000 BTU/ポンド)を提供するJP−4又はRP−1のような典型的なケロシン系燃料に匹敵する。 しかし、空気に触れると自然発火しやすく、取扱いが危険なため、単独で燃料として燃焼するには適していない。
従来のジェット燃料と混合すると、エネルギー含量が増加する一方で、いくぶん安定性が高まる。一般的に、ホウ素強化燃料は、重量及び体積の点で、普通のJP-4の最大140%のエネルギー密度を提供する。米国では、燃料の全種類が調査され、空軍のHEF計画で付された名称で一般に呼ばれている:HEF-1 (エチルジボラン) 、HEF-2 (プロピルペンタボラン) 、HEF-3 (エチルデカボラン) 、HEF-4 (メチルデカボラン) 、HEF-5 (エチレンデカボラン) 。
すべてのジップ燃料には多くの欠点がある。1つには、燃料はその排気と同様に有毒である。このことは飛行中にはほとんど問題にならなかったが、機体を整備する地上作業員にとっては大きな問題であった。燃料は燃焼して粘性と腐食性を併せ持つ固体を生成するが、炭化ホウ素固体は研磨性である。これは、ジェットエンジンのタービンブレードに深刻な問題を引き起こし、ブレードに蓄積された排気がその有効性を低下させ、時にはエンジンの壊滅的な故障を引き起こした。最後に、排気は石炭の煙と同様に微粒子で満たされており、黒煙として目立つため航空機が遠距離から目視可能になる。
最終的に、エンジン全体でHEFを燃焼させるという課題は解決不可能であった。ビルドアップの除去は難しく、そのために生じた摩耗は材料科学では対処できなかった。アフターバーナーで比較的容易に燃焼させることは可能であったが、これは長時間にわたってアフターバーナーを使用する航空機にのみ有効であった。燃料製造コストの高さと毒性の問題が相まって、ジップ燃料の価値は大きく損なわれた。
ジェット燃料への関心が薄れた後も、ロケット燃料としての小規模な研究は続いた。燃焼生成物中の固体のホウ素酸化物が予想される熱力学を妨害し、推力の利点が実現できないので、これも行き詰まりであることが証明された。

## 歴史
1940年後半の米国陸軍のロケット関連のHERMES計画、1952年の米国海軍航空局のZIP計画、 1955年の米国空軍のHEF (高エネルギー燃料)計画を始めとして、長年にわたりホウ素燃料に関する研究がいくつか行われてきた。  1950年代の大部分において、ZIP燃料は「次の大物」と考えられており、実用化に向けてかなりの資金がこれらの計画に費やされた。海軍の名前はそのまま残り、すべてのホウ素燃料は「ジップ燃料」として知られるようになったが、空軍の燃料そのものに対する命名は一般的になった。
空軍の計画の主な推進力はHEF-3に基づいており、これは迅速な導入の最も有力な候補であると思われた。HEFは、WS-110においてB-52戦略爆撃機をマッハ2までの速度で飛べる設計に置き換えるための新たな長距離爆撃機の開発に組み込まれました。ボーイングとノースアメリカン (NAA) の初期設計では、離陸と巡航に従来の燃料を使用し、高速飛行中はHEFに切り替え、アフターバーナーセクションのみで燃焼させました。[8] これにより、HEFの主な問題は回避された;アフターバーナーのみで燃焼させることでタービンのビルドアップの問題を解消し、アフターバーナーは離陸と高速飛行のみに使用されたため、有害排気の問題を大幅に低減した。
当初の設計が、比較的小さな性能向上を正当化するには費用がかかりすぎることが判明したとき、2人は設計に戻り、戦闘任務のほとんどで超音速で飛行する新しい設計を考え出した。これらの設計は、持続的な高速飛行のために設計された新しいエンジンに基づいており、NAAB-70 ValkyrieとGeneral Electric J 93はプロトタイプ段階に進んでいる。これらのケースでは、アフターバーナーがより長期間使用され、HEFの利点が最大限に発揮された。一方、ボマークのラムジェットにHEF-3を使用する研究  や、将来の航空機に搭載するために米海軍の空母艦隊にHEF-3を搭載する研究もあったが、これらのプログラムはいずれも終了した。
問題が解決できないことが明らかになったため、空軍は1959年に計画を中止し、ZIP燃料への関心は実質的になくなった。この時点で、HEFの使用を考慮している唯一の計画計はXB-70とそのJ 93であったが、ノースアメリカンとゼネラル・エレクトリックはこれに応じて、ジェット燃料JP-6の新しい高密度型で走るようにエンジンを再設計し、2つの爆弾ベイのうちの1つに新しい燃料タンクを充填した。その結果、航続距離は約7,700海里(14,260 km以上)から5,500海里(10,190 km以上)に激減した 。これにより、米国から攻撃可能な標的の選択肢が減少し、すべてのミッションプロファイルに対して空中給油が必要となった。これは、プロジェクトが最終的に純粋な実験機として方向転換することにつながったもう一つの問題である。
米国はこの計画に約10億ドル（2001年のインフレ調整後の金額）を費やしたと推定されている。少なくとも5つのHEF製造工場が米国で建設され、ニューヨークの1つの工場を破壊した爆発で2人の労働者が死亡した。計画の大部分は実行中に極秘扱いにされたが、それにもかかわらず業界紙と民間新聞の両方で広く報道された。米国とソ連は1964年にそれぞれ独自に研究の機密を解除した。
HEF計画の残された遺物の1つは、カリフォルニア州ボロン郊外にある放棄された未舗装の飛行場である。アメリカ地質調査所の地形図には「空軍施設#72」と記されており、敷地内には滑走路と貯水槽以外は建設されていない。これは近くにある大きなホウ砂鉱床(その町の名前の由来となった)を利用するHEF燃料の工場であり、して、容易にエドワーズ空軍基地に輸送することができたのではないかと推測される 。